# Coelorinchus scaphopsis
Coelorinchus scaphopsis es una especie de pez de la familia Macrouridae en el orden de los Gadiformes.

## Morfología
• Los machos pueden llegar alcanzar los 34 cm de longitud total.

## Reproducción
Es ovíparo y las  larvas son  planctónicas.

## Alimentación
Come  gambas y otros crustáceos.

## Hábitat
Es un pez de aguas profundas que vive entre 180-300 m de profundidad.

## Distribución geográfica
Se encuentra al sur de California y al norte del Golfo de California.